# Cerkiew Trójcy Świętej w Lipawie

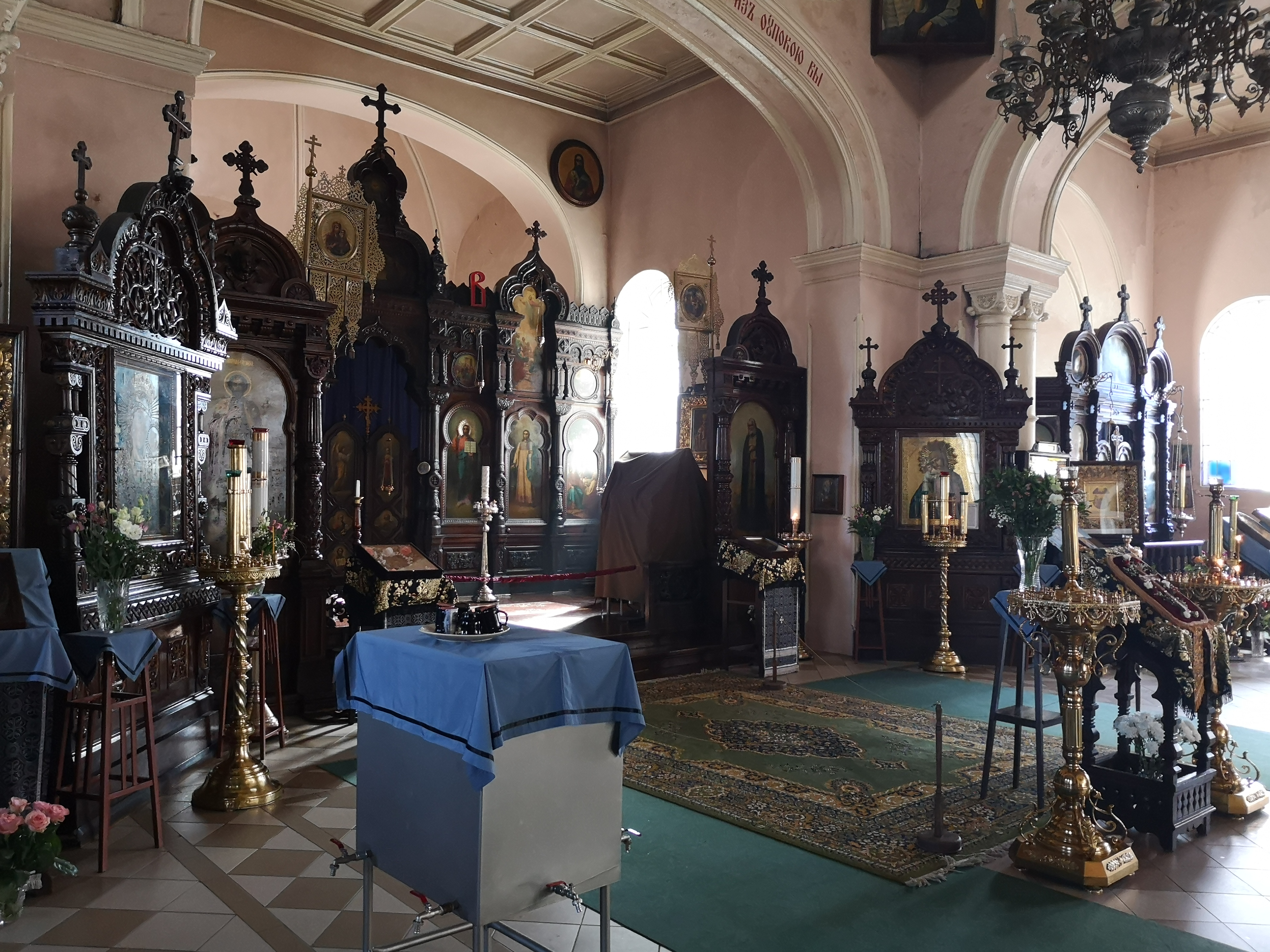
Wnętrze cerkwi

Cerkiew Trójcy Świętej – prawosławna parafialna cerkiew w Lipawie, w jurysdykcji eparchii ryskiej Łotewskiego Kościoła Prawosławnego.

## Historia
Świątynia została wzniesiona w 1867 r. i jest najstarszą cerkwią prawosławną w Lipawie. Jej poświęcenia dokonał 6/19 sierpnia 1868 r. arcybiskup ryski i mitawski Beniamin. W 1895 r. budowla została rozbudowana od strony wschodniej, zachodniej i południowej, by w efekcie móc pomieścić równocześnie 1000 osób. Rozbudowany obiekt sakralny powtórnie poświęcił w maju 1896 r. arcybiskup ryski i mitawski Arseniusz. 
Świątynia nigdy nie była zamykana, była czynna również po wcieleniu Łotwy do ZSRR.  W cerkwi znajdują się dwa ołtarze – główny Trójcy Świętej oraz boczny św. Mikołaja.